# Gimme Some Slack
Gimme Some Slack — девятый в общем и третий с альбома Panorama сингл американской рок-группы The Cars, вышедший 5 января 1981 года на лейбле Elektra Records.

## Текст и Музыка
Текст песни «Gimme Some Slack» имеет более конкретную основу, чем многие песни, написанные Окасеком. На них повлияли воспоминания Окасека о многоквартирном доме в Нижнем Ист-Сайде Манхэттена, в котором он жил в начале 1970-х годов. Окасек заявил, что "Я помню, как люди развешивали одежду на крыше, а в коридоре была всякая грязь. Поэтому я бы подумал: «Дайте мне немного слабины, дайте мне верёвку, пожалуйста (gimme some slack, gimme some rope, please)». Джонатан Такифф из Philadelphia Daily News отмечает, что «Gimme Some Slack» и «Touch and Go» являются примерами «тонкого, философского выживания от первого лица», представляющего альтернативную сторону The Cars с «потерянной и безумной романтической стороны нью-эйдж», которая появилась в таких песнях, как «Candy-O» и «Just What I Needed».
Стюарт Мангалис из The News утверждает, что «Gimme Some Slack» звучит как комбинация The Rolling Stones и Devo. Джим Бохен из The Daily Record описывает музыку как начинающуюся с «усиленной ритм-гитары», но затем начинающуюся припевом, в котором трудно найти грув. Клавишник The Cars Грег Хоукс играет как на органе, так и на саксофоне в «Gimme Some Slack».

## Выпуск и Приём
«Gimme Some Slack» была впервые выпущена на Panorama, но в 1981 году песня была выпущена в качестве третьего сингла с указанного альбома. Однако песня не попала в чарты ни в одной стране, что сделало её одним из наименее успешных синглов группы. С тех пор песня появилась на сборнике Just What I Needed: The Cars Anthology.
В своём обзоре Panorama рецензент AllMusic Грег Прато заявил, что «'Gimme Some Slack' оказался яростным рокером». Прато также сказал в своём обзоре Just What I Needed: The Cars Anthology, что это были «ранее выпущенные треки с альбома», которые были «основными моментами». В примечаниях к Just What I Needed: The Cars Anthology Бретт Милано сказал: «Такие рокеры, как „Getting Through“ и „Gimme Some Slack“, звучали тяжелее, чем предыдущие песни [на Panorama]».
Критик Boston Globe Стив Морс назвал «Gimme Some Slack» «настоящим шедевром». Морс хвалит то, как песня «рисует призрачный портрет многоквартирного дома» со строчками «the seven floors of walkup/the odor musted cracks/the peeping keyhole intorverts/with the monkeys on their backs/the rooftops strung with frauleins/the pastel pinned up sails/the eighteen color roses/against your face so pale (с англ. — «семь этажей ходьбы вверх/трещины с запахом/подглядывающая замочная скважина/с обезьянами на спине/крыши, увешанные фройляйнами/паруса в пастельных тонах/восемнадцать цветных роз/на фоне твоего бледного лица»)». Морс предполагает, что на стиль песни «Поток Сознания» повлияли Э. Э. Каммингс, Лоуренс Ферлингетти и Ричард Бротиган.

## Список композиций
Слова и музыка всех песен — Рик Окасек, кроме указанных иначе.
| №  | Название                                                  | Основной вокал | Длительность |
| -- | --------------------------------------------------------- | -------------- | ------------ |
| 1. | «Gimme Some Slack» (с англ. — «Дай Мне Немного Поблажки») | Окасек         | 3:32         |

| №  | Название                                                    | Автор(ы)           | Основной вокал | Длительность |
| -- | ----------------------------------------------------------- | ------------------ | -------------- | ------------ |
| 1. | «Don’t Go to Pieces» (с англ. — «Не Разваливайся на Куски») | Окасек, Грег Хоукс | Бенджамин Орр  | 3:58         |

## Участники записи
- Рик Окасек — ритм-гитара, вокал (Gimme Some Slack), бэк-вокал (Don’t Go to Pieces)
- Эллиот Истон — соло-гитара, бэк-вокал
- Бенджамин Орр — бас-гитара, вокал (Don’t Go to Pieces), бэк-вокал (Gimme Some Slack)
- Дэвид Робинсон — ударные, перкуссия
- Грег Хоукс — клавишные, бэк-вокал